# Johnny Bench
Johnny Lee Bench (nascido em 7 de dezembro de 1947) é um ex-jogador americano de beisebol profissional que atuou como catcher na Major League Baseball pelo Cincinnati Reds de 1967 até 1983 e é membro do Hall of Fame. Bench foi convocado 14 vezes para o All-Star Game e ganhou duas vezes o título de MVP da National League. também foi um importante membro da chamada Big Red Machine, famosa formação dos Reds que dominou a National League de 1970 até 1979, e que ganhou seis títulos de divisão, quatro flâmulas da National League e duas World Series. A ESPN o chamou de maior catcher na história do beisebol.